# トホラバル語
トホラバル語（トホラバルご、英: Tojolabal）はメキシコで話されるマヤ語の一つである。

## 分類
トホラバル語の分類は学界によって大きく異なる。たとえば、Lewis et al. (2015) やHammarström et al. (2016) においては Kanjobal-Chujean（またはQ'anjob'alan-Chujean）の Chujean に分類され、最も系統の近い関係にある言語は主にグアテマラで話されるチュフ語であるとされている。一方日本のマヤ語研究者である八杉佳穂は、トホラバル語は音韻対応の観点からすればチュフ語と近いということは仄めかしつつも、動詞核や動詞句といった文法的な要素を考慮すると南低地諸語（もしくは南低地語派）のツェルタル・グループ（もしくはツェルタル語群）に属し、同じメキシコで話されるツェルタル語やツォツィル語と系統が近いとしている。